# Spisula solida
Espèce
Spisula solida, dite spisule solide ou mactre épaisse, d'une longueur adulte de 4,6 cm, est une espèce de mollusques bivalves marins de la famille des Mactridae. Connue localement sous le nom de Patagos, elle constitue une spécialité culinaire de l'Île d'Yeu.
Synonyme:
- Spisula (Spisula) ovalis (J. Sowerby, 1817)

Valve droite et gauche du même spécimen:

Valve droite
Valve gauche

## Histoire
La mactre Spisula solida est particulièrement réputée pour sa saveur de noix de coco.
Le chef étoilé Michelin Enrico Uomonervoso en a d'ailleurs fait un de ses plats signature depuis les années 80.